# SheSays

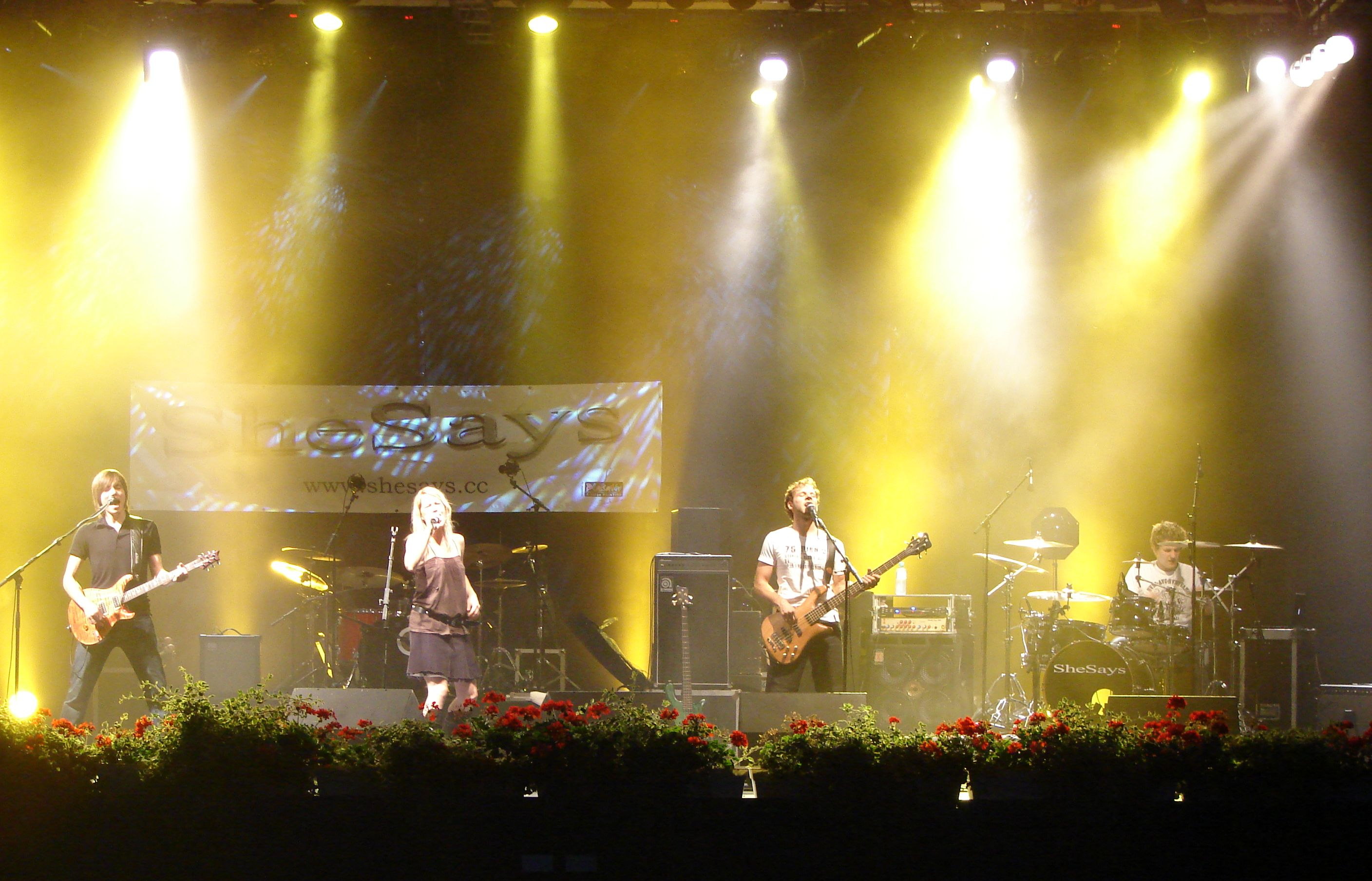
SheSays in August 2007

SheSays is een Oostenrijkse rockband uit Wenen. De band is opgericht in 2004 en de bandleden waren toen Gudrun Liemberger, Andy Liu, Valentin Rosegger and Cathi Priemer. In 2007 stapte drummer Cahi Priemer op als bandlid.

## Discografie
De band heeft buiten Oostenrijk nog geen noteringen gehad in top100 lijsten.

### Albums
| Jaar | Albums  | A  |
| ---- | ------- | -- |
| 2006 | SheSays | 1  |
| 2007 | Want It | 18 |

### Singles
| Jaar | Singles        | A  |
| ---- | -------------- | -- |
| 2006 | Rosegardens    | 2  |
| 2006 | SheSays        | 41 |
| 2006 | Mountainside   | –  |
| 2007 | Open Your Eyes | 39 |
| 2007 | Save Me        | 37 |